# Croxteth
Croxteth – dzielnica miasta Liverpool, w Anglii, w Merseyside, w dystrykcie Liverpool. W 2011 roku dzielnica liczyła 14 561 mieszkańców.